# カフジ油田
カフジ油田（カフジゆでん）は、サウジアラビアとクウェートの中立地帯であるカフジの沖のペルシャ湾にある海底油田。石油メジャーに拠らない「日の丸油田」として知られる。

## 概要
1950年代から日本のアラビア石油株式会社が石油の採掘に成功し、40年間操業を行っていた。アラビア石油の採掘権は2000年に期限が切れ、延長できなかった。2008年1月4日、技術サービス契約も失効し、日本企業は完全に撤退。現在はサウジアラムコの関連会社が石油採掘を行っている。日本の海外での自主開発原油の第１号として知られる。	